# المجلس القومي للتخصصات الطبية
المجلس القومي السوداني للتخصصات الطبية هيئة مستقلة مسئول عنها رئيس الجمهورية، عن أداء واجباته وتنفيذ اختصاصه المنصوص عليه في قانون تأسيسه.

## تأسيس المجلس وموقعه
تم تأسيس المجلس في مارس 1994م، وعقد دورته الأولى في أبريل 1995م، يقع المجلس في الناحية الجنوبية من مستشفى الخرطوم التعليمي.

## أهداف المجلس
1-      تحسين ورفع مستوى الخدمات الطبية في السودان، وذلك بتأهيل وتدريب الأطباء في مختلف التخصصات الطبية والصحية وذلك بالتعاون مع المؤسسات التعليمية والصحية القائمة.
2-      تأهيل وتدريب ورفع المستوى العلمي للأطباء في مختلف التخصصات.
3-      وضع أسس تقوم المستوى العلمي والمهني للشهادات التخصصية التي يمنحها المجلس.

## إختصاصات المجلس:
1-      وضع مناهج تدريب الأطباء في فروع الطب المختلفة والعمل على استكمالها ومراقبة المستوى المقرر من مراجعته لمواكبة التقدم الطبي.
2-      العمل على توفير متطلبات التعليم الطبي المستمر من أجل تطوير معلومات الأطباء وخبراتهم وتحديثها بوسائل التعليم الذاتي وسائر طرق التعليم.
3-      تحديد وتصنيف الشهادات التي يمنحها  المجلس والشروط اللازمة لمنحها.
4-      تشكيل مجالس تخصصية لكل التخصصات الطبية بدءاً بالفروع الرئيسية لتحديد وتنفيذ ومراقبة التدريب المطلوب في كافة نواحيه واعتماد أسس التقويم.
5-      منح الشهادات التخصصية بعد إجازتها بواسطة المجالس التخصصية.
6-      مناقشة التقرير السنوي وإقرار الموازنة السنوية.
7-      وضع اللوائح الداخلية المنظمة لأعماله وتعديلها.
8-      تفويض المكتب التنفيذي وسائر الهيئات التابعة للمجلس الصلاحيات التي يراها مناسبة.

## تكوين المجلس
يتكون المجلس من مكتب تنفيذي ومجلس استشاري ومجالس تخصصية وأمانة عامة.

## تشكيل المجلس
يُشكل المجلس من رئيس يعينه السيد رئيس الجمهورية وعدد من الأعضاء يمثلون الجهات ذات الصلة والاختصاصات كوزارة الصحة وكليات الطب والمجلس القومي للتعليم العالي والمجلس الطبي السوداني والسلاح الطبي والشرطة والجمعيات التخصصية والجمعية الطبية السودانية.

## المكتب التنفيذي
يتكون المكتب التنفيذي من رئيس المجلس والأمين العام وثلاثة من عمداء كليات الطب يتم اختيارهم بواسطة المجلس بالتناوب ووكيل أول وزارة الصحة الاتحادية ورئيس المجلس الاستشاري ومدير الدراسات العليا بكليات الطب في جامعة الخرطوم والجزيرة ورئيس الجمعية الطبية السودانية ورئيس المجلس الطبي السوداني.
يختص المكتب التنفيذي بمتابعة تنفيذ قرارات وتوصيات المجلس واقتراح  تشكيل المجالس العلمية واعتماد مستشفيات ومراكز التدريب وتحديد واجبات ومكافآت العاملين والمتعاونين وإعداد التقارير والموازنة السنوية.

## المجلس الاستشاري
يتكون من رؤساء ومقرري المجالس التخصصية ومديري مجالس الدراسات العليا بكليات الطب في جامعة الخرطوم والجزيرة.
يختص المجلس بالتنسيق في المسائل المشتركة بين المجالس التخصصية واقتراح ما يلزم لضمان المستوى المطلوب في التدريب والتقويم والنظر في المواضيع المحولة إليه من المكتب التنفيذي أو المجالس التخصصية.

## المجالس التخصصية
يعمل كل مجلس لمدة أربع سنوات قابلة للتجديد.
يختص المجلس بوضع المناهج الدراسية وشروط قبول الأطباء في مجال التخصص وشروط اعتماد المستشفيات ومراكز التدريب، تنظيم الدورات التدريبية والإشراف الأكاديمي خلال فترة التدريب ووضع وتحديد مواعيد الامتحانات وتحديد اللجان وإجازة النتائج والتوصية بمنح الألقاب العلمية حسب الضوابط الموضوعة وتنظيم الدورات التدريبية والاجتماعات العلمية وإعداد النشرات والمطبوعات اللازمة للتعليم الطبي المهني المستمر.

## تشكيل المجلس التخصصي
يُشكل المجلس التخصصي على الوجه الآتي:
أ‌-        رئيس يعينه رئيس المجلس.
ب‌-      نائب الرئيس.
ت‌-      المقرر.
ث‌-      رؤساء الأقسام التخصصية بكليات الطب وكبار الإخصائين بوزارة الصحة وممثلو المجلس الطبي والسلاح الطبي والشرطة والجمعية التخصصية.

## التخصصات الطبية القائمة
يمنح المجلس حالياً الشهادات التخصصية الآتية:
-        الطب الباطني.
-        الجراحة العامة.
-        التوليد وأمراض النساء .
-        طب الأطفال.
-        طب الأسرة والمجتمع.
-        الأمراض الصدرية.
-        الأمراض الجلدية والتناسلية.
-        طب وجراحة العيون.
-        جراحة الأنف والأذن والحنجرة.
-        الأمراض النفسية والعصبية.
تخصصات جديدة:
يشرع المجلس في استحداث تخصصات:
-        الطب الشرعي.
-        إدارة المستشفيات.
-        جراحة الوجه والفكين.

## اللجان العلمية
-        لجنة العلوم الأساسية والتطبيقية.
-        لجنة التعليم الطبي المستمر.
-        لجنة الاعتراف بمراكز التدريب

## الكورس التحضيري لامتحانات الجزء الأول
يجري المجلس كورساً تحضيرياً في العلوم الطبية الأساسية والتطبيقية مرتين كل سنة – مدة كل منها إثنا عشر إسبوعاً.
نظم المجلس حتى أكتوبر 1997م أربعة كورسات، انتظم في الدراسة فيها عدد 603 طبيب وطبيبة، تفاصيلها كالآتي:
-        وزارة الصحة الإتحادية.
-        وزارة الصحة الولائية.
-        الجامعات المختلفة.
-        السلاح الطبي.
-        الشرطة.
-        قطاع خاص.
-        الدول العربية.

## برنامج التدريب العملي لامتحانات الجزء الثاني
يتم التدريب العملي في مراكز تدريب معترف بها من قبل المجلس على نطاق القطر، على سبيل المثال: الخرطوم - أم درمان - الخرطوم بحري – مدني – الأبيض – كسلا - بورتسودان.
يقوم بالإشراف على التدريب أساتذة وأخصائيون معترف بهم من المجلس، لكل طالب كتاب LOG BOOK  يسجل فيه مشاركاته ونشاطاته في نادي المجلة العلمية والسمنارات واللقاءات الأكلينيكية واللقاءات السريرية والعيادات الخارجية والعمليات.

## إمكانات المجلس التعليمية
تتوفر في المجلس الإمكانات العلمية التالية:
1-      مكتبة علمية مزودة بالكتب والمراجع والمجلات والدوريات الحديثة CD ROM  ومشتركة في الإنترنت.
2-      مكتبة سمعيات وبصريات بها 16 وحدةً مكتملةً.
3-      وحدة للتصوير الكُتبي الفوتوغرافي.
4-      متحف طبي.
5-      ثلاث قاعات للندوات العلمية مزودة بأجهزة عرض وتوضيح.
6-      قاعة كبرى للمحاضرات تسع مائة دارس، مزودة بأجهزة العرض والتوضيح.
7-      قاعة مجلس اجتماعات للمجلس الاستشاري.
8-      مشرحة تسع أربع وعشرين دارساً.
9-      غرفة الحاسوب.
10-    مكتب اتصالات دولية.
11-    كافتيريا حديثة.

## امتحانات الجزء الأول
تتضمن أسئلة متعددة الخيارات (MCQS) في العلوم الطبية وأخرى ذات صلة بالتخصص، ويتضمن امتحان الجراحة العامة اختبارات شفهية وعلمية.

## امتحانات الجزء الثاني
تتم بعد الحصول على الجزء الأول والتدريب لمدة سنتين (العضوية) أو ثلاث سنوات (الزمالة) في المراكز والمستشفيات المعترف بها، وتتضمن امتحانات تحريرية وعملية سريرية وشفهية.
يعتمد الحصول على الزمالة النجاح في امتحانات الجزء الثاني وإعداد أطروحة في موضوع التخصص.

## موارد المجلس المالية:
تعتمد الموارد على:
-        الدعم الحكومي.
-        رسوم الدراسة والامتحانات.
-        دعم المؤسسات والهيئات.

## العلاقات الخارجية
للمجلس علاقات خارجية متميزة مع:
-        منظمة الصحة العالمية - المكتب الإقليمي الأسكندرية.
-        المجلس العربي للاختصاصات الطبية - دمشق.
-        الكلية الملكية البريطانية – المملكة المتحدة.
-        كلية الأطباء والجراحين – كراتشي – باكستان.